# Calcio Catania 1999-2000
Questa pagina raccoglie i dati riguardanti il Calcio Catania nelle competizioni ufficiali della stagione 1999-2000.

## Stagione
Nella stagione 1999-2000 il Catania ritornato in Serie C1, disputa il Girone B, ottiene 49 punti con il settimo posto in classifica. Allenato da Giovanni Simonelli il Catania disputa un campionato in crescita, non parte bene, al termine del girone di andata ha 22 punti a metà classifica, nel girone di ritorno cresce ancora, raccoglie 27 punti dando l'impressione di poter agguantare i playoff. Ma le ultime due partite della stagione sono due sconfitte, che relegano gli etnei in settima posizione, a 3 soli punti dai playoff. Nella Coppa Italia di Serie C il Catania disputa e vince il girone R di qualificazione, nei sedicesimi di finale supera nel doppio confronto il Palermo, negli ottavi di finale viene eliminato dal Crotone, dalla la squadra calabrese che ha dominato anche il campionato, salendo in Serie B con l'Ancona. Con questa stagione si chiude il quarto di secolo, della famiglia Massimino ai vertici del Catania. si affaccia all'orizzonte etneo Riccardo Gaucci.

## Risultati

### Campionato

#### Girone di andata
| Arbitro: | Cannella (Palermo) |

|                             |           |  |
| 24’ D'Angelo 92’ Santarelli | Marcatori |  |

| Arbitro: | Cirone (Palermo) |

|                            |           |                |
| Maggiolini 23’ Mancini 28’ | Marcatori | 88’ Passiatore |

| Catania 19 settembre 1999 3ª giornata | Catania       | 0 – 0 | Sporting Benevento | Stadio Cibali\| Arbitro: \| Ciampi (Pisa) \| |
| Arbitro:                              | Ciampi (Pisa) |       |                    |                                              |

| Arbitro: | Ferlito (Prato) |

|  |           |                         |
|  | Marcatori | 71’ Zampagna 78’ Brutto |

| Arbitro: | Cenni (Imola) |

|                     |           |              |
| Marziano 80’ (rig.) | Marcatori | 38’ De Palma |

| Arbitro: | Zenere (Schio) |

|            |           |              |
| Rinino 57’ | Marcatori | 93’ Marziano |

| Arbitro: | Trefoloni (Siena) |

|                     |           |  |
| Passiatore 28’, 87’ | Marcatori |  |

| Arbitro: | Belloli (Bergamo) |

|               |           |                           |
| Trinchera 23’ | Marcatori | 55’ Bennardo 84’ Marziano |

| Catania 7 novembre 1999 9ª giornata | Catania               | 0 – 0 | Atletico Catania | Stadio Cibali\| Arbitro: \| S. Ayroldi (Molfetta) \| |
| Arbitro:                            | S. Ayroldi (Molfetta) |       |                  |                                                      |

| Arbitro: | Pieri (Genova) |

|          |           |                  |
| Elia 62’ | Marcatori | 21’ De Silvestro |

| Arbitro: | Belloli (Bergamo) |

|                |           |               |
| Passiatore 22’ | Marcatori | 48’ Di Nicola |

| Arbitro: | S. Ayroldi (Molfetta) |

|                                  |           |                                          |
| Zampagna 51’ Marziano 93’ (rig.) | Marcatori | 42’ (rig.) E. Baggio 49’ Amore 86’ Frati |

| Arbitro: | Morganti (Piceno) |

|            |           |           |
| Lugnan 53’ | Marcatori | 68’ Manca |

| Arbitro: | Rizzoli (Bologna) |

|           |           |  |
| Manca 88’ | Marcatori |  |

| Arbitro: | Niccolai (Livorno) |

|                  |           |            |
| Saurini 33’, 72’ | Marcatori | 70’ Pagano |

| Arbitro: | Cuttica (Alessandria) |

|  |           |                 |
|  | Marcatori | 11’, 40’ Albino |

| Arbitro: | Dondarini (Finale Emilia) |

|                           |           |                |
| Bernardi 49’ Iaquinta 75’ | Marcatori | 28’ Passiatore |

#### Girone di ritorno
| Arbitro: | Maselli (Lucca) |

|  |           |                     |
|  | Marcatori | 17’ (rig.) Marziano |

| Arbitro: | Benedetti (Vicenza) |

|                             |           |             |
| Passiatore 11’ Marziano 37’ | Marcatori | 29’ Zerbini |

| Benevento 23 gennaio 2000 20ª giornata | Sporting Benevento | 0 – 0 | Catania | Stadio Santa Colomba\| Arbitro: \| Ferraro (Crotone) \| |
| Arbitro:                               | Ferraro (Crotone)  |       |         |                                                         |

| Arbitro: | Cruciani (Pesaro) |

|                                                          |           |  |
| Napolioni 25’ D'Angelo 53’ La Cava 64’, 82’ Matzuzzi 89’ | Marcatori |  |

| Nocera Inferiore 6 febbraio 2000 22ª giornata | Nocerina              | 0 – 0 | Catania | Stadio San Francesco d'Assisi\| Arbitro: \| Squillace (Catanzaro) \| |
| Arbitro:                                      | Squillace (Catanzaro) |       |         |                                                                      |

| Catania 13 febbraio 2000 23ª giornata | Catania              | 0 – 0 | Arezzo | Stadio Cibali\| Arbitro: \| Lambertini (Bologna) \| |
| Arbitro:                              | Lambertini (Bologna) |       |        |                                                     |

| Viterbo 27 febbraio 2000 24ª giornata | Viterbese      | 0 – 0 | Catania | Stadio Enrico Rocchi\| Arbitro: \| Pieri (Genova) \| |
| Arbitro:                              | Pieri (Genova) |       |         |                                                      |

| Arbitro: | Giannoccaro (Lecce) |

|                            |           |                      |
| Califano 10’ Battaglia 60’ | Marcatori | 77’ (rig.) Trinchera |

| Arbitro: | Ponzalli (Firenze) |

|                |           |           |
| Pagliarini 54’ | Marcatori | 86’ Manca |

| Arbitro: | Ciampi (Pisa) |

|                             |           |              |
| Matzuzzi 40’ Passiatore 89’ | Marcatori | 53’ Fabbrini |

| Arbitro: | Dattilo (Locri) |

|                 |           |                                 |
| Di Nicola 45+1’ | Marcatori | 53’ (rig.) Battaglia 59’ Marzio |

| Arbitro: | Palmieri (Cosenza) |

|                         |           |                |
| Amore 62’ E. Baggio 87’ | Marcatori | 60’ Passiatore |

| Catania 16 aprile 2000 30ª giornata | Catania                   | 0 – 0 | Palermo | Stadio Cibali\| Arbitro: \| Dondarini (Finale Emilia) \| |
| Arbitro:                            | Dondarini (Finale Emilia) |       |         |                                                          |

| Arbitro: | Dattilo (Locri) |

|                            |           |  |
| De Santis 5’ Santoruvo 64’ | Marcatori |  |

| Arbitro: | Ioseffi (Siena) |

|                                          |           |                             |
| Passiatore 19’, 31’ Battaglia 63’ (rig.) | Marcatori | 70’ Costantini 87’ Balducci |

| Arbitro: | Ambrosino (Torre del Greco) |

|                               |           |                      |
| Albino 44’ (rig.) Corallo 47’ | Marcatori | 35’ (rig.) Battaglia |

| Arbitro: | Pieri (Genova) |

|  |           |              |
|  | Marcatori | 37’ Bernardi |

#### Posizione in campionato
|  |    | Classifica Girone B | Pt | G  | V  | N  | P | GF | GS | Diff |
|  | -- | ------------------- | -- | -- | -- | -- | - | -- | -- | ---- |
|  | 7. | Catania             | 49 | 34 | 12 | 13 | 9 | 39 | 31 | +8   |

### Coppa Italia Serie C

#### Fase eliminatoria girone R
| Arbitro: | Battaglia (Messina) |

|               |           |  |
| Facciotto 46’ | Marcatori |  |

| Arbitro: | Giammillaro (Messina) |

|  |           |              |
|  | Marcatori | 44’ Zampagna |

| 29 agosto 1999 3ª giornata |  | – Turno di riposo Catania |  |  |

| Arbitro: | Giordano (Caltanissetta) |

|                                             |           |  |
| Pagano 3’, 89’ De Silvestro 18’ Ripaldi 80’ | Marcatori |  |

| Arbitro: | Giordano (Caltanissetta) |

|                       |           |            |
| Semilia 3’ Salerno 7’ | Marcatori | 50’ Arrigo |

#### Sedicesimi di finale
| Arbitro: | Esposito (Trapani) |

|                       |           |               |
| Lugnan 2’ Furiani 85’ | Marcatori | 7’, 82’ Manca |

| Catania 30 ottobre 1999 Ritorno | Catania            | 0 – 0 | Palermo | Stadio Cibali\| Arbitro: \| Palmieri (Cosenza) \| |
| Arbitro:                        | Palmieri (Cosenza) |       |         |                                                   |

#### Ottavi di finale
| Arbitro: | Semeraro (Taranto) |

|                           |           |                      |
| Deflorio 37’ Fabbrini 63’ | Marcatori | 40’ (aut.) Bocchetti |

| Arbitro: | Carlucci (Molfetta) |

|  |           |                |
|  | Marcatori | 62’ Passiatore |